# Kergloff
Kergloff (bretonisch Kerglof) ist eine französische Gemeinde im Département Finistère mit 878 Einwohnern (Stand 1. Januar 2022). 

## Lage
Der Ort befindet sich zentral im Westen der Bretagne nahe der Gemeinde Carhaix-Plouguer. 
Quimper liegt 47 Kilometer südwestlich, die Groß- und Hafenstadt Brest 65 Kilometer nordwestlich und Paris etwa 450 Kilometer östlich (Angaben in Luftlinie). 

## Verkehr
Kergloff liegt nahe dem Schnittpunkt einiger überregionaler Verbindungsstraßen. Bei Landivisiau, Morlaix und Guingamp im Norden gibt es Abfahrten an der Schnellstraße E 50 Brest-Rennes und bei Quimper und Lorient im Süden an der E 60 Brest-Nantes. Bei den vorgenannten Orten befinden sich auch Bahnhöfe an den überwiegend parallel verlaufenden Regionalbahnstrecken. 
Der Bahnhof von Brest ist Endpunkt des TGV Atlantique nach Paris. 
Die Flughäfen Aéroport de Brest Bretagne nahe Brest und Aéroport de Lorient Bretagne Sud bei Lorient sind die nächsten Regionalflughäfen.

## Bevölkerungsentwicklung
| Jahr                       | 1962 | 1968 | 1975 | 1982 | 1990 | 1999 | 2007 | 2017 |
| Einwohner                  | 762  | 630  | 558  | 610  | 720  | 745  | 905  | 880  |
| Quellen: Cassini und INSEE |      |      |      |      |      |      |      |      |

## Sehenswürdigkeiten
- Kirche Saint-Tremeur

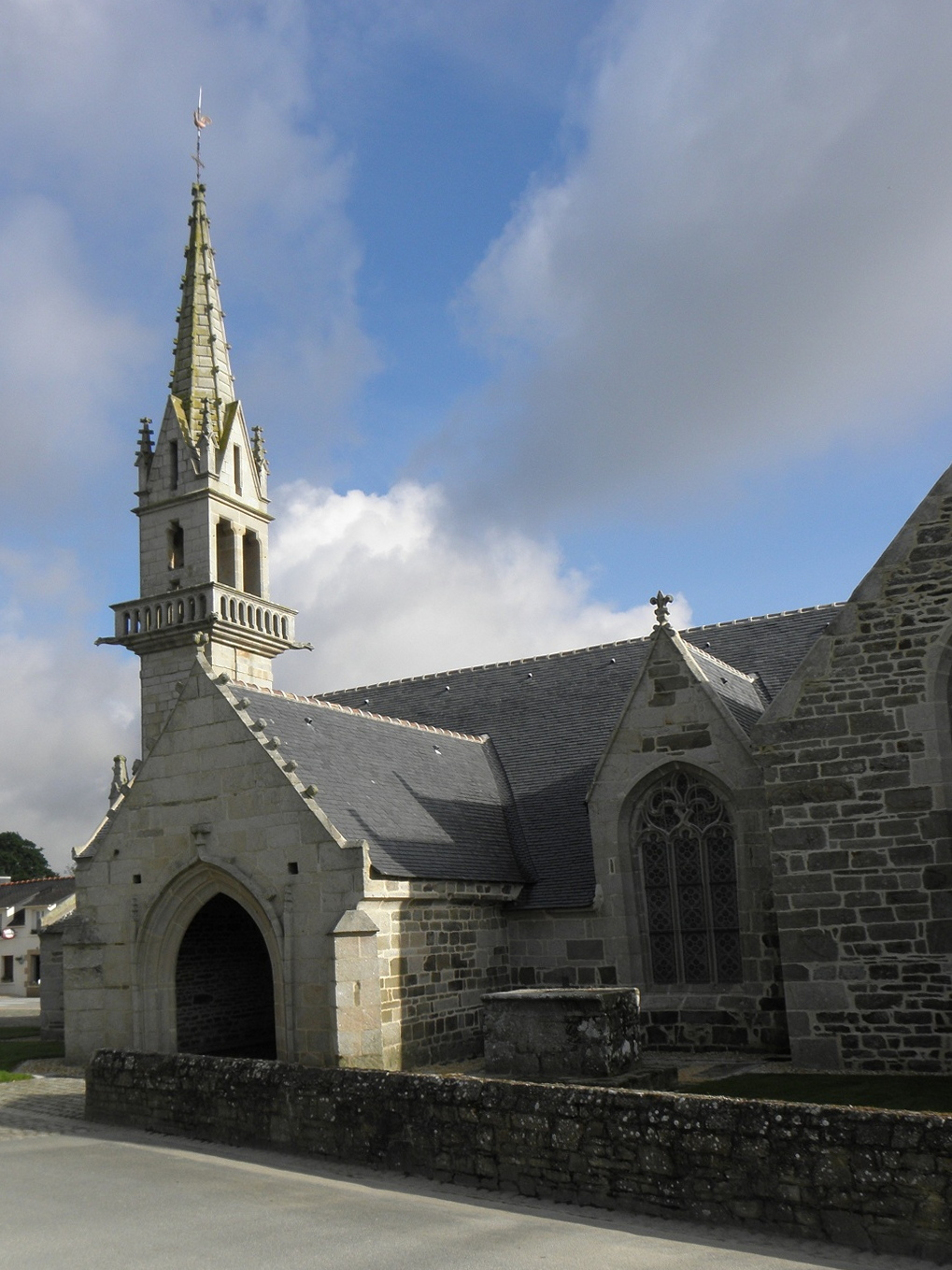
Kirche Saint-Tremeur

Siehe auch: Liste der Monuments historiques in Kergloff